# Galle Marvels
Le Galle Marvels est une équipe professionnelle sri lankaise de cricket masculin qui joue dans la Lanka Premier League. Le club est basé à Galle.

## Historique du nom
| Nom              | Ans           |
| ---------------- | ------------- |
| Galle Gladiators | 2020-2022     |
| Galle Titans     | 2023          |
| Galle Marvels    | 2024-en cours |